# Еполетова акула папуаська
Еполетова акула папуаська (Hemiscyllium hallstromi) — акула з роду Еполетова акула родини азійські котячі акули.

## Опис
Загальна довжина досягає 75 см. Голова широка та округла. Очі невеликі. Під ними є великі бризкальця. Над очима є горбики. Під ніздрями присутні короткі вусики. Тулуб подовжений. Грудні та черевні плавці добре розвинені. Має 2 спинних та анальний плавець. Спинні плавці великі, однакові. Хвіст довгий та тонкий. Забарвлення жовте або бежеве з численними темними плямами округлої форми. Як в інших представників свого роду, за грудними плавцями має широкі плями. За ними є менші плями. Інколи вони зливаються між собою. На передній частині голови, перед очима та на хвостовому плавці плям немає.

## Спосіб життя
Тримається на невеличкій глибині, у припливній зоні. Зустрічається серед заростів у коралових рифів. Здатна пересуватися ґрунтом за допомогою грудних та черевних плавців на кшталт ящірки. Активна вночі, вдень ховається серед рифів. Живиться молюсками, дрібними ракоподібними та морськими червами, інколи дрібною костистою рибою. Полює за допомогою щічного насосу.
Це яйцекладна акула. Про розмноження відомо замало.

## Розповсюдження
Мешкає біля південного узбережжя Папуа Нової Гвінеї.